# La legge del caos
La legge del caos (The Chaos Fighters) è un romanzo di fantascienza del 1955 dello scrittore statunitense Robert Moore Williams.
Il romanzo fu pubblicato negli Stati Uniti nel 1995 nel numero 90 della collana Ace Books.
È stato pubblicato in italiano per la prima volta nel gennaio del 1956 nel numero 131 della collana Urania di Arnoldo Mondadori Editore. 

## Trama
John Haldane è un agente segreto del Governo Mondiale, incaricato di indagare sulla comparsa della scritta "Vendesi Homo Sapiens" in numerosi negozi. Nella prima fase delle indagini incontra casualmente Heather Conklin, segretaria della ricchissima signora Circe Dafner e da lei incaricata di acquistare un Homo Sapiens. Spaventata da qualcosa mentre si accinge all'acquisto, Heather fugge; Haldane la segue e la vede rimpicciolire e sparire. Subito dopo Haldane viene rapito e torturato dalla banda di Crisper.
Nel luogo del rapimento ritrova Pete Balkan, un suo vecchio amico di infanzia, diventato un inventore e uno scienziato famoso.
Balkan riesce a liberarsi e a liberare Haldane ed insieme si recano alla sede dei Servizi Segreti, dove Balkan, con stupore degli stessi superiori di Haldane, viene messo a capo della missione.
Haldane si intrufola in un ricevimento della Dafner, nel quale incontra nuovamente Heather e lo scienziato Henry Berger. Durante il ricevimento anche la Dafner improvvisamente sparisce, a causa - si lascia sfuggire di bocca il suo compagno Ertel - dell'effetto Berger.
Scambiato per un possibile rapitore, Haldane viene catturato da Ertel; improvvisamente Haldane scompare alla vista.
Si ritrova sulla Luna, dove incontra un gruppo di persone guidato da Larry Shaw. Questo gruppo di persone vive in armonia ed in pace, sfruttando i minerali che estraggono da una miniera lunare.
Mentre sta per ottenere la fiducia di Shaw, e capire per quali motivazioni vivono sulla luna e quali sono i loro scopi, viene raggiunto da Heather Conklin (tra i due sembra infatti fosse nata una certa attrazione) e la base viene attaccata dagli uomini di Circe Dafner.
Haldane, con l'aiuto di Balkan, riesce a sconfiggere gli assalitori.
Al termine degli avvenimenti gli viene spiegato che la Dafner e Crisper sono a capo di due gruppi di persone che cercano di sfruttare le loro invenzioni per il male, mentre Balkan - che è a capo del gruppo lunare - cerca il bene dell'umanità, sfruttando anche i poteri nascosti della corteccia umana, del cervello. L'Homo Sapiens è invece un libro, utilizzato dal gruppo lunare come esca per attirare possibili adepti e che era stato trattato e modificato affinché solo le persone con spirito positivo potessero comperarlo.
Il fattore caos, casualità, è quello che può riuscire fortunosamente ad indirizzare gli eventi verso un esito positivo.

## Edizioni
La copertina dell'edizione Urania è di Kurt Caesar, dell'edizione Classici è di Karel Thole.
- Robert Moore Williams, The Chaos Fighters, 1955.
- Robert Moore Williams, La legge del caos, collana Urania n° 113, Arnoldo Mondadori Editore, 1956.
- Robert Moore Williams, La legge del caos, traduzione di Maria Gallone, collana Classici Fantascienza n° 36, Arnoldo Mondadori Editore, 1980,  p. 158.